# Palazzo Aragona
Het Palazzo Aragona of Hotel Patria is een voormalig stadspaleis en voormalig hotel in Palermo, hoofdstad van het Italiaanse eiland Sicilië. Het palazzo bevindt zich in het centrum van de stad, in de wijk Kalsa de straat Via Alloro. Het is sinds 2000 eigendom van de universiteit van Palermo die er studentenkamers huisvest.

## Naam
- Aragona. De adellijke familie Naselli waren prinsen van Aragona. Deze familie bouwde in de 17e eeuw de laatste versie van het palazzo.
- Hotel Patria. Van 1891 tot 1943 werd in het palazzo het Hotel Patria uitgebaat .

## Historiek
Het palazzo dateert van de zeventiende eeuw doch de oorsprong gaat terug tot het begin van de 15e eeuw. 
Toen bezat baron Federico Abatellis, baron van Cefalà, een residentie op deze plek. De baron werd veroordeeld tot de dood door onthoofding wegens deelname aan een revolte in het Spaanse vicekoninkrijk Sicilië. Als gevolg verklaarde de rechtbank van Palermo zijn goederen verbeurd. De zetelende rechter was Geronimo De Andrea, doctor in beide rechten en raadsheer van de Hoge Koninklijke Rechtbank. Hij nam niet alleen de terreinen van de baron in bezit doch verwierf ook aanliggende percelen. Rechter De Andrea behoorde tot de kring van vertrouwelingen rond vicekoning Ettore Pignatelli e Caraffa, hertog van Monteleone. De Andrea was gehuwd met Elisabetta Alliata, dochter van de machtige baron Andreotta van Villafranca, een van de machtigste edelen in Spaans-Sicilië. Het geconfisqueerde goed van de onthoofde baron ging dus niet naar de staat maar naar rechter De Andrea. De Andrea startte met de bouw van een stadspaleis nadat hij hofarchitect Antonio Belguardo aan het werk had gesteld. 
Aangezien De Andrea plots stierf, konden zijn weduwe en kinderen de bouw niet afmaken. De hofarchitect stopte de werken. De weduwe, ondertussen hertrouwd met haar neef Giovanni del Campo, baron van Mussomeli, verkocht het onafgewerkte paleis. De nieuwe eigenaar was verrassend genoeg de weduwe van de onthoofde baron van Cefalà, Elisabetta Mastrantonio. Na haar ballingschap in Catania was zij hertrouwd met een andere machtige edelman in Sicilië, Guglielmo Raimondo Castello, baron van Biscari. Deze laatste baron liet het stadspaleis afwerken. Nadien kwam het palazzo in handen van andere edelen.
In 1726 werd dit stadspaleis verwoest door een aardbeving. Het bleef jarenlang een ruïne.
In 1735 kochten de prinsen van Naselli-Aragona de ruïne. Zij herbouwden het palazzo groots uit, in de vorm die uiteindelijk gebleven is. Nazaten van de familie Naselli-Aragona lieten wel nog verfraaiingen uitvoeren eind 18e eeuw.
Halfweg de 19e eeuw kocht een handelaar het adellijk stadspaleis. Het ging om Paolo Briuccia. Hij kocht het paleis om een luxehotel in uit te baten. Dit was het Albergo Aragona, genoemd naar de laatste adellijke familie Aragona. In de jaren 1891-1892 kwamen nieuwe hoteleigenaars: de gebroers Corsaro. Het was de periode van de Nationale Expositie van Italië die plaats vond in Palermo. Zij hernoemden het hotel Hotel Patria, aangezien het meer dan tweehonderd gasten aantrok van over geheel Italië.
Door bombardementen tijdens de Tweede Wereldoorlog vloog een vleugel van het hotel in puin (1943). In de andere vleugel waren Duitse soldaten gekazerneerd die er niets beter op vonden dan de 18e-eeuwse toegangspoort voor de pret te beschieten met hun machinegeweren.
Van 1946 tot 2000 werd een restaurant op het gelijkvloers uitgebaat. Dit was het beste bewaarde deel van het voormalige palazzo en hotel. Restaurant Stella werd geleid door ‘nonkel Aldo’ zoals de Palermitanen hem noemden. Het was de plek waar de intelligentsia van Palermo samenkwam.
Nadien werd de universiteit van Palermo eigenaar. Na negentien jaar aanslepende restauratiewerken, afgewisseld met vandalisme, krakers en processen, opende het studentenhuis in 2019 de deuren. Het geeft onderdak aan 80 studenten. De studenten noemen het soms wel Hotel Patria.